# 杜爾維奇足球會
杜爾維奇足球會（Dulwich Hamlet Football Club）是一支位於英格蘭伦敦南部杜爾維治的職業足球會，目前於英格蘭足球依斯米安聯賽超聯組角逐。

## 外部連結
- Dulwich Hamlet website （页面存档备份，存于）
- Dulwich Hamlet Supporter's website （页面存档备份，存于）
- Dulwich Hamlet Junior Football Club website （页面存档备份，存于）